# Pobeda (Bačka Topola)
Pobeda (v srbské cyrilici Победа – v překladu doslova vítězství, maďarsky dříve též Győztes) je vesnice v severní části Srbska, v autonomní oblasti Vojvodina. Administrativně spadá pod opštinu Bačka Topola. Rozkládá se v rovinaté zemědělsky intenzivně využívané krajině, protéká jím říčka Čik.
V roce 2002 měla podle sčítání lidu celkem 342 obyvatel. Z národnostního hlediska je částečně maďarské a částečně srbské.